# Rencontres typographiques
 (juin 2017).
Rencontres typographiques est un livre dédié au graphisme et à la typographie, qui brosse le portrait de figures marquantes du graphisme suisse et européen.

## Contenus
Sujets abordés au fil des 23 chapitres:
1. Le double visage de Jan Tschichold – traite de l'évolution graphique de Jan Tschichold, hérité du Bauhaus.
2. Une vieille dame qui a du charme – sur le Guide du typographe romand, édité dès 1943, et dont Chatelain a supervisé plusieurs éditions.
3. Adrian Frutiger ou l'art de sculpter les blancs – sur le typographe suisse Adrian Frutiger.
4. Le cristal de Stanley Morison – sur le typographe anglais Stanley Morison, créateur du Times.
5. Maximilien Vox, chantre de la « graphie latine » – sur le théoricien Maximilien Vox.
6. William Morris ou le charme médiéval – sur William Morris.
7. La fausse route de Francis Thibaudeau.
8. Roger-Virgile et Jean, compagnons de route – sur les graphistes Roger-Virgile Geiser et Jean Mentha.
9. Typographie se décline aussi au féminin – sur Muriel Paris, Catherine Zask, Roxane Jubert.
10. Aux examens fédéraux de typographiste – portraits de Hans Rudolf Bosshard, Jost Hochuli, Jean-Pierre Graber, Max Caflisch.
11. À Bâle, faut-il écrire école avec une majuscule? – portraits de Emil Ruder, Wolfgang Weingart, André Gürtler.
12. Ils ont chassé la coquille – sur les correcteurs Robert Ranc, Benjamin Péret, Nicolas Cirier
13. Max Bill a incarné l'esprit du Bauhaus – sur Max Bill et l'influence du Bauhaus
14. Du Futura au Meta, par l'Optima – sur les dessinateurs de caractères Paul Renner, Hermann Zapf, Erik Spiekermann.
15. Du style Renaissance à la modernité – sur Hans Eduard Meier, Hans-Rudolf Lutz, David Carson, Ruedi Baur.
16. Deux affichistes de classe internationale – sur Werner Jeker et Roger Pfund.
17. Trait d'union entre l'arabe et l'écriture latine – sur le graphiste Fairouz Joudié.
18. A l'Atelier national de recherche typographique – sur Albert Boton, Hans-Jürg Hunziker, André M. Baldinger.
19. Aux Rencontres internationales de Lure – sur Gérard Blanchard, Ladislas Mandel, José Mendoza.
20. Quand le passé rejoint le moderne – sur François Rappo.